# 双条旗
双条旗，也稱為二帶旗或雙帶旗，是一種由兩個條紋組成主體結構的旗幟設計風格，這些條紋皆為兩種顏色組成，並且旗幟上可能會裝飾有徽章。

## 設計類型
雙帶旗主要設計類型包含垂直雙帶、水平雙帶、斜向雙帶三種，一些双条旗會加上徽章與符號，凸顯了該國家的特色與提高識別度。

## 垂直雙帶
| 羅馬市旗 |
| 羅馬市旗 |

| 阿根廷國旗（1810年） |
| 阿根廷國旗（1810年） |

## 水平雙帶
| 印尼國旗 |
| 印尼國旗 |

| 烏克蘭國旗 |
| 烏克蘭國旗 |

## 斜向雙帶（左向右）
| 烏特勒支市旗 |
| 烏特勒支市旗 |

| 西伯利亞國旗 |
| 西伯利亞國旗 |

## 斜向雙帶（右向左）
| 安那其旗幟 |
| 安那其旗幟 |

| 安那其綠色旗幟 |
| 安那其綠色旗幟 |

## 帶徽章垂直雙帶
| 阿爾及利亞國旗 |
| 阿爾及利亞國旗 |

| 馬爾他國旗 |
| 馬爾他國旗 |

## 帶徽章水平雙帶
| 威爾斯國旗 |
| 威爾斯國旗 |

| 安哥拉國旗 |
| 安哥拉國旗 |

## 帶徽章斜向雙帶（左向右）
| 西西里島旗幟 |
| 西西里島旗幟 |

| 圭亞那國旗 |
| 圭亞那國旗 |

## 帶徽章斜向雙帶（右向左）
| 不丹國旗 |
| 不丹國旗 |

| 濟州島島旗 |
| 濟州島島旗 |